# Anton Fuchs (Künstler)

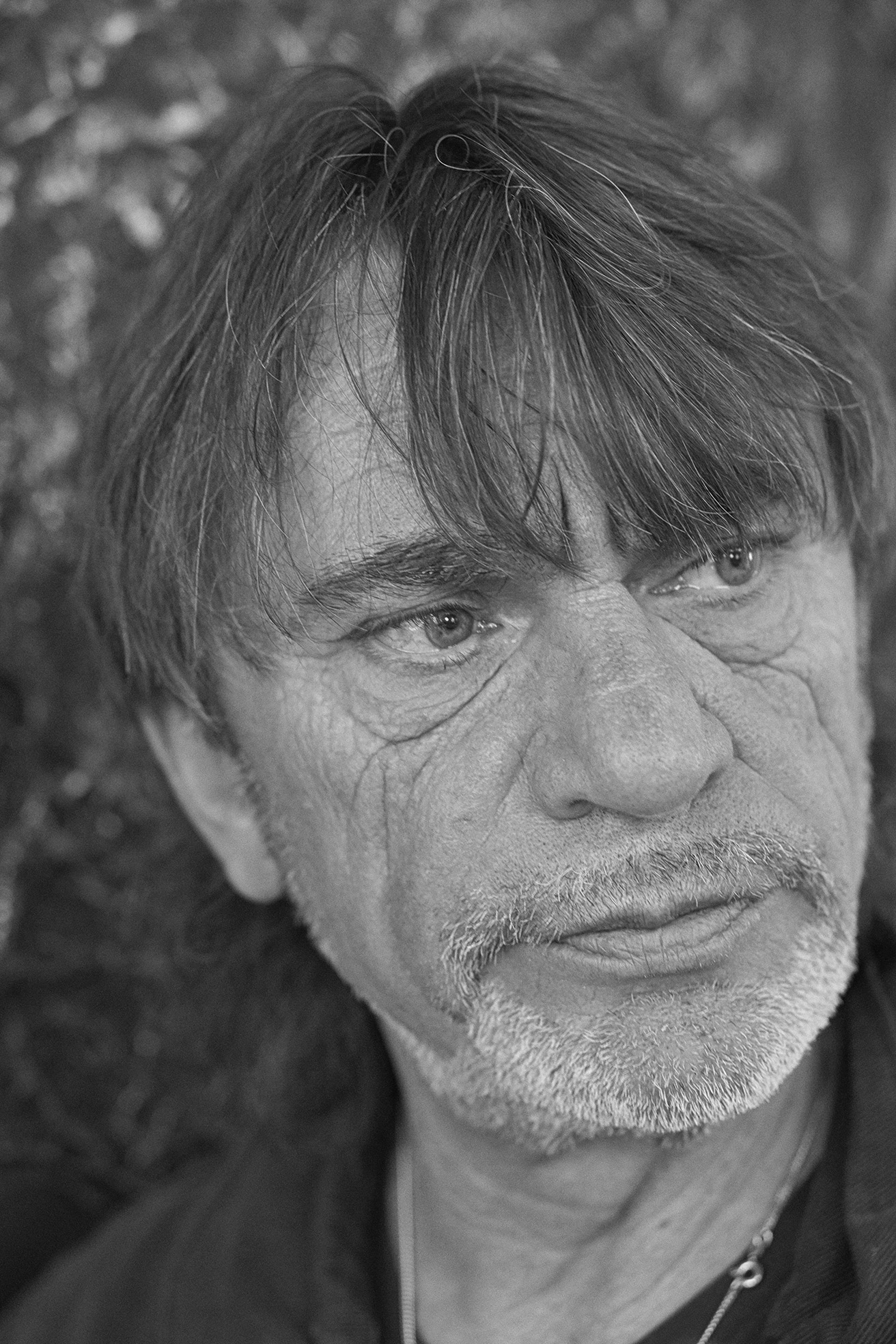
Anton Fuchs, 2016

Anton Fuchs (* 14. Februar 1958 in Köln) ist ein deutscher bildender Künstler, Maler und Bildhauer. Er arbeitet in Köln, seit 2008 zusammen mit der Künstlerin Heike Haupt.

## Werk
1982 schuf Fuchs die ersten eigenständigen künstlerischen Arbeiten: abstrakte Relief-Collagen, die in ihrer reduzierten Formensprache und der Visualisierung einfacher, geometrischer Grundstrukturen in der Tradition des Minimalismus stehen. Seit 1987 widmet sich Fuchs außerdem verstärkt der Verbindung der Materialien Wachs und Stahl. In Anlehnung an die Kölner Sage der Heinzelmännchen entwickelte er zusammen mit Heike Haupt die Skulpturenreihe Die Heinz Welt, die als Heinz Weg im öffentlichen Raum der Stadt Köln sichtbar sind.

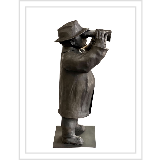
Hein-Bollow-Skulptur, Anton Fuchs/Heike Haupt 2022

Weitere Skulpturen im öffentlichen Raum Kölns sind u. a. Network im Kölner Zoo, die Statue des Fußballspielers Heinz Flohe vor dem Rheinenergie-Stadion, die Willi-Ostermann-Figur auf dem Melaten-Friedhof sowie das Denkmal für den Jockey Hein Bollow auf der Rennbahn im Weidenpescher Park.
Anton Fuchs nahm an folgenden internationalen Kunstmessen teil (Auszug):
- Art International Zürich 2004, 2005 und 2006
- Art Karlsruhe 2008 und 2009

## Soziales Engagement
Gemeinsam mit Heike Haupt unterstützt Anton Fuchs das Kinder- und Jugendzentrum Meschenich, die Stiftung 1. FC Köln sowie die Aktion „Wir helfen“ der DuMont Mediengruppe GmbH. Hierfür schufen sie 2011 die Friedensarmee der EhrenGarde der Stadt Köln 1902 zu deren 111-jährigen Jubiläum. Auf ihrer Ausstellungstour wurden die Gardistenfiguren 2014 u. a. im Europäischen Parlament in Brüssel ausgestellt und erzielten insgesamt rund 100.000 Euro Spendengelder.